# Jan Swerts

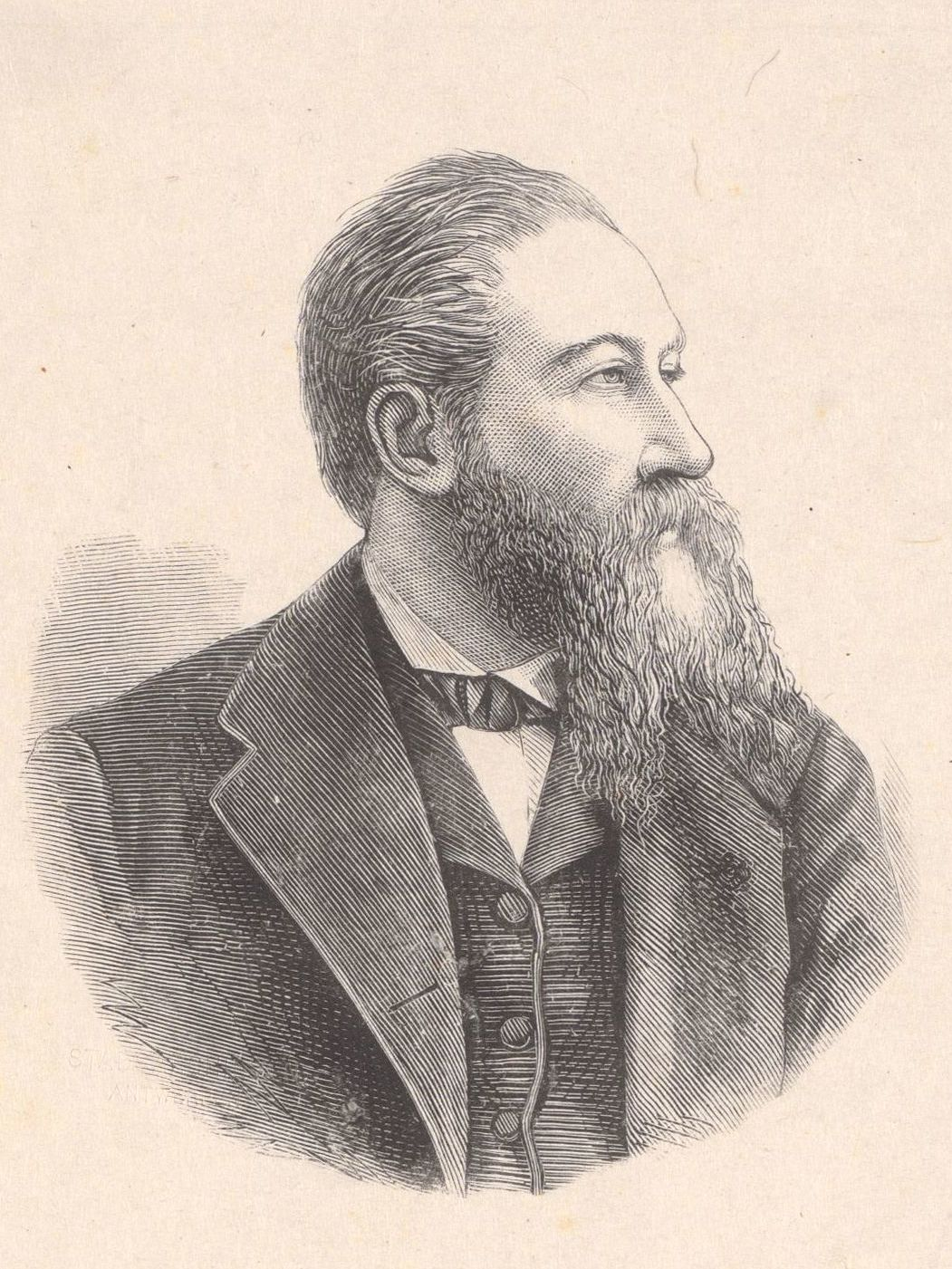
Jan Swerts

Jan Swerts (25 de diciembre de 1820, Amberes-11 de agosto de 1879, Marienbad) fue un pintor belga de temas históricos y retratos que trabajó en muchos encargos financiados con fondos públicos. Desempeñó un papel importante en la introducción de la pintura histórica romántica alemana en Bélgica. Sus frescos al óleo supusieron el renacimiento de un estilo colorista derivado de Rubens y del barroco flamenco, combinado con el realismo histórico y psicológico.

## Vida

### Formación
Jan Swerts fue alumno de la destacada pintora de historia de Amberes Nicaise De Keyser en la Academia de Bellas Artes de Amberes. Aquí conoció a Godfried Guffens, otro alumno de De Keyser, de quien se hizo amigo íntimo. Los dos amigos visitaron París juntos en 1648 donde vieron pinturas de Victor Orsel, un seguidor francés de Johann Friedrich Overbeck. Overbeck fue el pintor líder del movimiento nazareno romántico alemán, cuyo objetivo era revivir la honestidad y la espiritualidad en el arte cristiano. Swerts y Guffens quedaron tan impresionados con este estilo de pintura que decidieron viajar a Alemania donde visitaron los frescos pintados por los nazarenos.

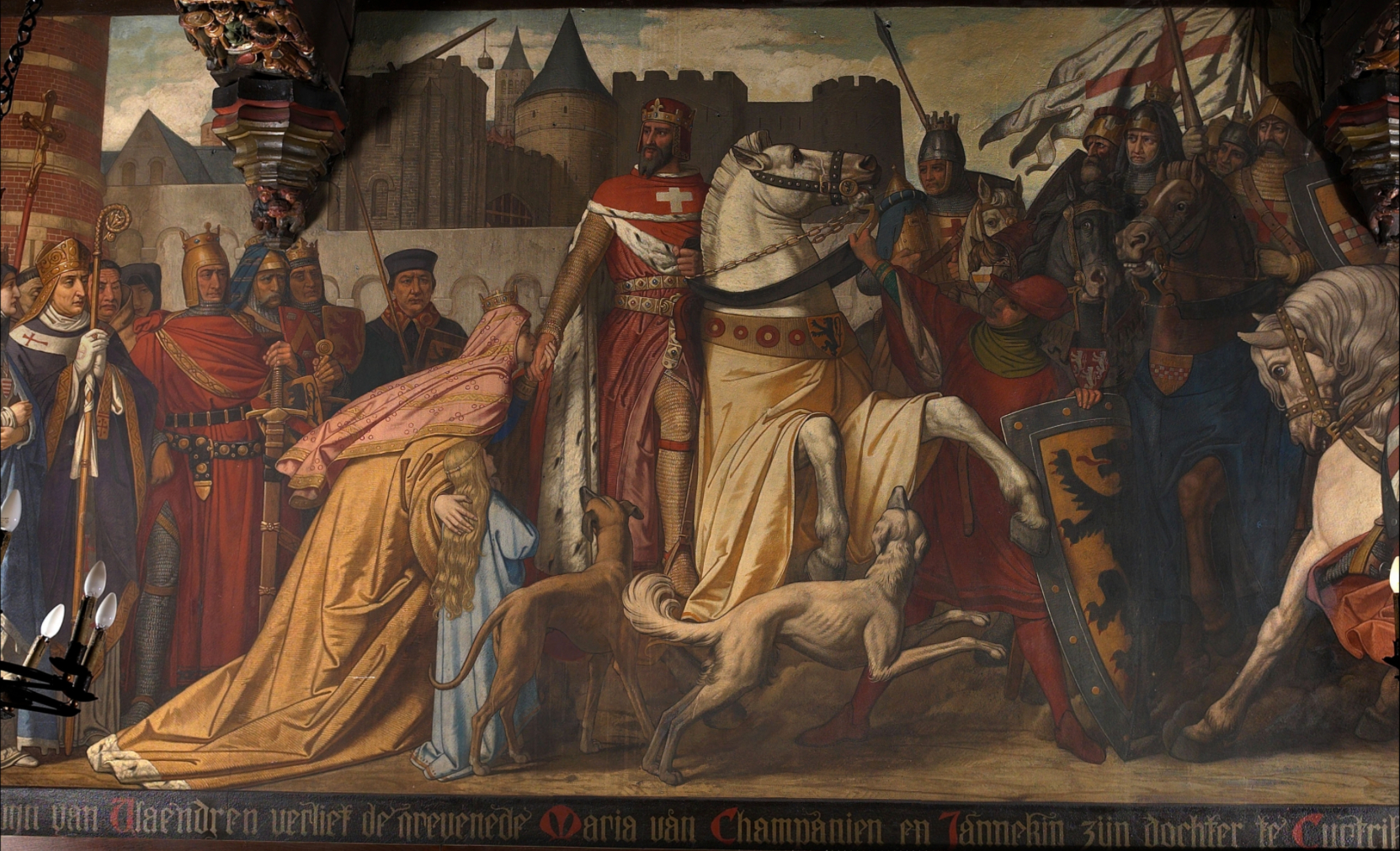
Boudewijn de Flandes deja a María de Champaña y a su hija Juana (fresco del ayuntamiento de Kortrijk)

Partieron en agosto de 1850 y viajaron a Aquisgrán, Colonia, Düsseldorf, Remagen, Berlín, Dresde, Leipzig, Praga y Múnich. En estos diversos lugares se reunieron con miembros del movimiento nazareno que se dedicaban a diversos encargos monumentales. Finalmente, llegaron el 12 de diciembre de 1850 a Roma, donde residía Overbeck. Regresaron a Bélgica con la intención de poner en práctica los ideales de los nazarenos en Bélgica.

### Primeros encargos
A su regreso a Bélgica, los dos amigos se casaron el mismo día, el 25 de octubre de 1852. Al año siguiente, los dos jóvenes artistas recibieron el encargo de realizar la decoración de la Onze-Lieve-Vrouw-van-Bijstand-der-Christenenkerk (Iglesia de Nuestra Señora de la Asistencia a los Cristianos) de Sint-Niklaas, construida a principios de la década de 1840. La iniciativa partió de un diputado y un político local y fue financiada inicialmente por la comunidad local de creyentes. Cuando se agotaron los fondos, el Estado belga proporcionó un estipendio anual de 1.500 francos desde 1856 hasta 1861. Los fondos formaban parte de un plan del Gobierno belga para promover el arte monumental en Bélgica, ya que se consideraba útil para fomentar el nacionalismo y el renacimiento de las artes en el joven Estado belga. 
Los dos artistas fueron los primeros en recibir un encargo oficial para un proyecto monumental secular cuando el gobierno de la ciudad de Amberes les pidió que pintaran las paredes de la recién restaurada Antigua Bolsa de Amberes con representaciones del glorioso pasado comercial de Amberes. Contaron con la ayuda de dos estudiantes de la Academia de Amberes, el alemán Otto Schwerdgeburth y Florentinus Claes, de Amberes. Estas obras fueron destruidas por un incendio justo antes de la reapertura oficial del edificio.

### Promoción del arte monumental

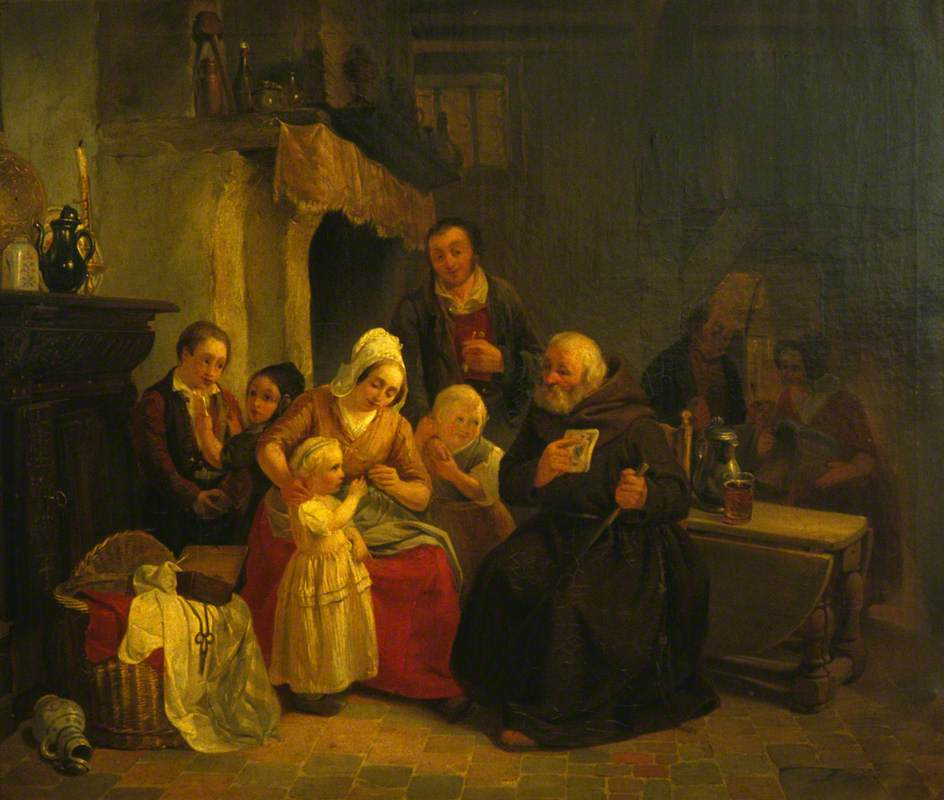
Sacerdote dando a un niño su primera lección

El gobierno belga concedió fondos a Swerts y Guffens para que asistieran a una gran exposición de arte alemán celebrada en Múnich en 1858 con la misión de presentar un informe. Su informe concluía convenientemente que había que apoyar el arte monumental, ya que estaba vinculado a la religión y a la ciencia, y por tanto era un arte nacional. También publicaron una memoria de su viaje a Alemania bajo el título "Souvenirs d'un voyage artistique en Allemagne par J. Swerts et G. Guffens - Peintres d'Anvers" (Recuerdos de un viaje artístico a Alemania de J. Swerts y G. Guffens, pintores de Amberes) 
En 1859 Swerts y Guffens organizaron en Bruselas y Amberes una exposición de cartones de maestros alemanes, que tuvo una importante influencia en el desarrollo del arte monumental en Bélgica. Mientras seguían trabajando en los murales de la Onze-Lieve-Vrouw-van-Bijstand-der-Christenenkerk de Sint-Niklaas, Swerts y Guffens iniciaron un mural en la iglesia de San Jorge (Sint-Joriskerk) de Amberes. Se trata de la mayor obra que habían realizado hasta entonces y trabajaron en el proyecto desde 1859 hasta 1871. Sin embargo, el apoyo del Gobierno belga al arte monumental estaba disminuyendo, ya que se consideraba que no se ajustaba suficientemente a la tradición flamenca con sus colores vivos, su vida y su movimiento. 
Swerts y Godfrey Guffens recibieron muchos encargos de murales con temas religiosos e históricos en el período comprendido entre 1859 y 1871, incluso para la Catedral de San Quintín en Hasselt, el coro de la iglesia de Lanaken, el coro de la Iglesia de San José y la Capilla de Santa Bárbara. en Lovaina, la Capilla de los Concejales en Ypres y el Ayuntamiento de Kortrijk . 

### Praga

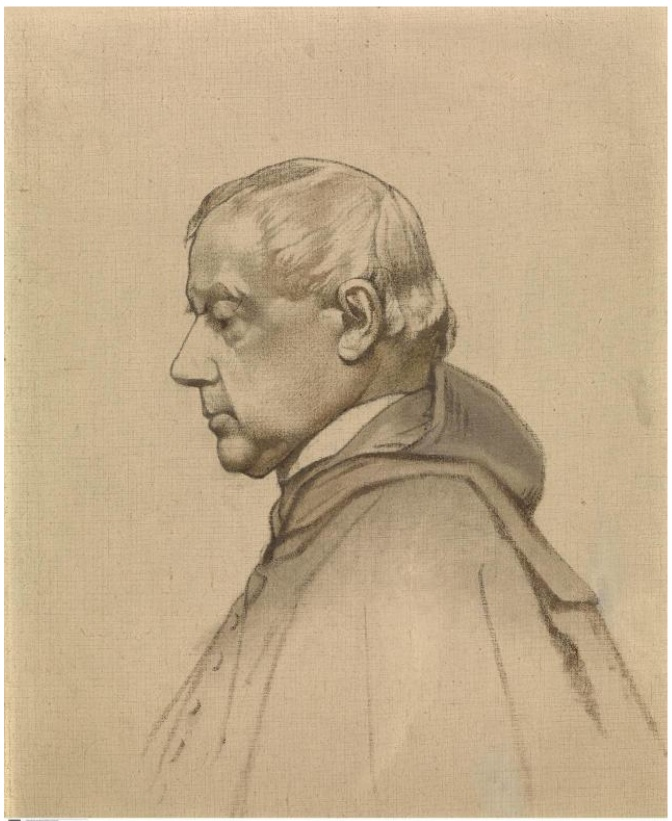
Cardenal Príncipe de Schwarzenberg

Cuando los encargos del gobierno belga se agotaron, Swerts aceptó el puesto de director de la Academia de Bellas Artes de Praga en 1874. Fue recibido con entusiasmo. Sus estudiantes en Praga incluyeron a Vojtěch Bartoněk, Felix Jenewein, Mikoláš Aleš y František Ženíšek.
Se encontró con una tragedia personal cuando un hijo y su esposa murieron en rápida sucesión. Enfermó mientras trabajaba en los murales de la Capilla de Santa Ana en Praga. Murió el 11 de agosto de 1879 en Marienbad, donde había ido a curarse. 

## Obra
El arte monumental creado por Jan Swerts y Guffens fue muy influyente en su momento y contribuyó a la difusión de las ideas de la escuela nazarí en Bélgica y fuera de ella. Hoy en día se considera que su obra muestra los puntos fuertes y débiles de esta escuela de pintura: encanto, sencillez de líneas pero una apariencia fría. Los dos artistas también desempeñaron un papel de asesores en las prácticas de restauración del arte medieval en Bélgica 
Jozef Janssens ( Sint-Niklaas, 1854 - Amberes, 1930), pintor de pinturas religiosas y de género, así como de retratos y frescos, fue alumno de Swerts en Amberes en 1872 y estuvo fuertemente influenciado por el estilo de Swerts. 